# Naoise Ó Cearúil

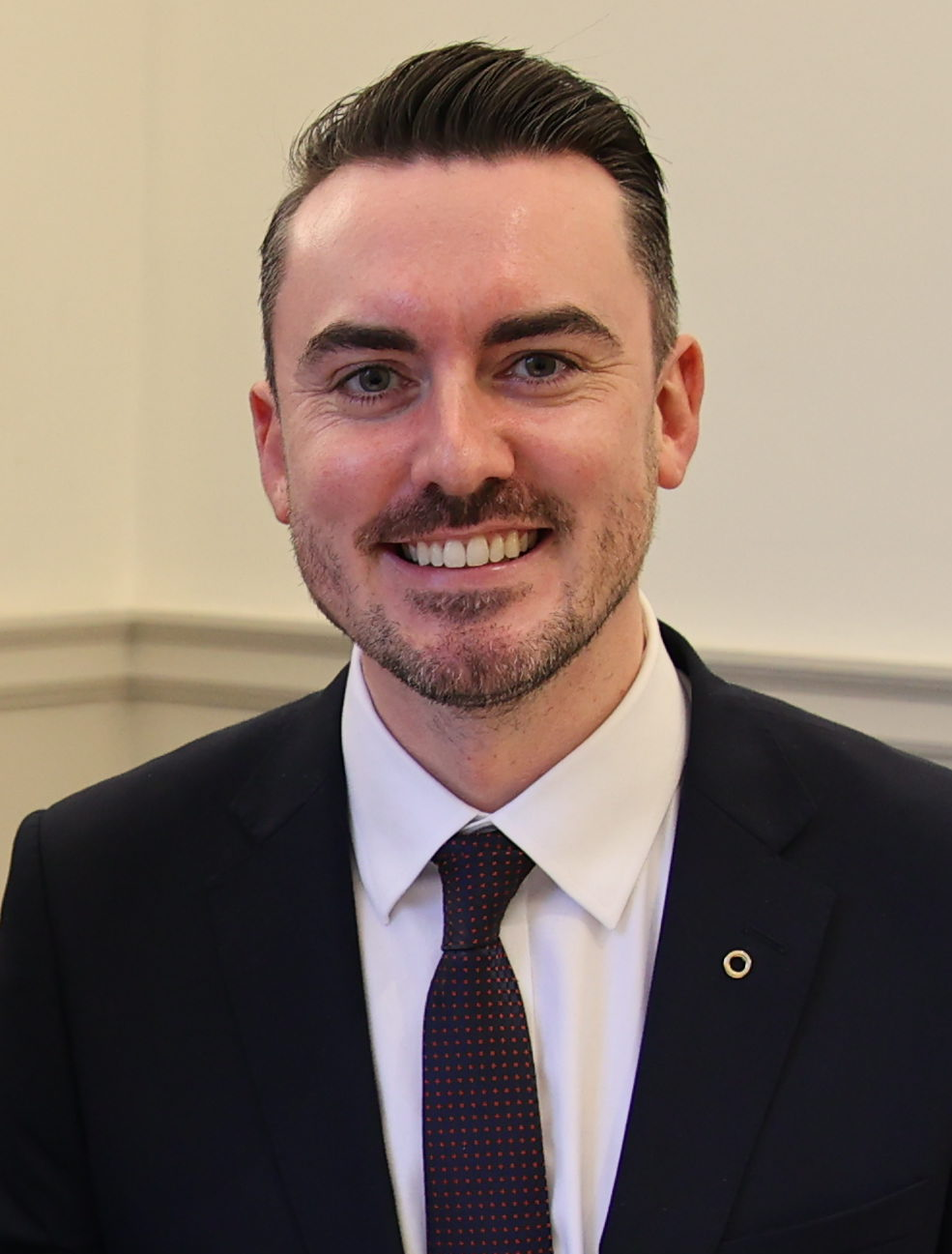
Naoise Ó Cearúil (2024)

Naoise Ó Cearúil (* 1989 im County Kildare, Irland) ist ein irischer Politiker der Fianna Fáil. Seit 2024 ist er Teachta Dála (Abgeordneter) im Dáil Éireann, dem irischen Unterhaus.

## Leben
Ó Cearúil studierte Rechts- und Wirtschaftswissenschaften an der Maynooth University. Er arbeitete bei einem Technologieunternehmen in Kildare. 2014 wurde er in den Kildare County Council gewählt. 2019 und 2024 wurde er wiedergewählt. 2021 bis 2022 war er Ratsvorsitzender. 
Bei den Wahlen zum Dáil Éireann 2024 konnte er als Kandidat der Fianna Fáil im Wahlbezirk Kildare North einen Sitz im Dáil Éireann gewinnen.